# District de N'gauma
Le district de N'gauma est une subdivision administrative de la province de Niassa au nord du Mozambique. En 2007, sa population est de 64 049 habitants.

## Source de la traduction
- (en) Cet article est partiellement ou en totalité issu de l’article de Wikipédia en anglais intitulé « N'gauma District » (voir la liste des auteurs).